# Радужницы (род)
Ра́дужницы (лат. Donacia, от греч. δοναξ «donax», что означает «тростник», «камыш») — род жуков-листоедов из подсемейства радужниц.

## Описание
Имаго длиной 3—10 мм. Представители данного рода характеризуются следующими чертами:
- край у вершины надкрылий нормальный, без вытянутого бугорка; у большинства видов вершины надкрылий срезанные, не закруглённые; шов надкрылий на всём протяжении простой;
- челюсти короткие, почти скрытые под верхней губой;
- голени тонкие;
- гипомеры, часть переднеспинки видимая с боку, обычно с широкой волосистой областью.

## Экология
Жуки встречаются на водных и приводных растениях. Личинки развиваются на подводных корневищах растений. Выступают в роли опылителей кубышек.

## Виды
Некоторые виды:
- Donacia aequidorsis
- Donacia andalusiaca распространён в Испании
- Donacia antiqua Kunze, 1818
- Радужница водная (Donacia aquatica (Linnaeus, 1758))
- Радужница двухцветная (Donacia bicolora Zschach, 1788)
- Donacia brevicornis Ahrens, 1810
- Donacia brevitarsis Thomson, 1884
- Donacia cinerea (Herbst, 1784)
- Donacia clavipes (Fabricius, 1793)
- Радужница толстоногая (Donacia crassipes Fabricius, 1775)
- Donacia dentata Hoppe, 1795
- Радужница финская (Donacia fennica (Paykull, 1800))
- Donacia impressa (Paykull, 1799)
- Donacia malinovskyi
- Радужница окаймлённая (Donacia marginata Hoppe, 1795)
- Радужница тёмная (Donacia obscura Gyllenhal, 1813)
- Donacia semicuprea Panzer, 1796
- Радужница простая (Donacia simplex Fabricius, 1775)
- Радужница ежеголовниковая (Donacia sparganii Ahrens, 1810)
- Donacia thalassina Germar, 1811
- Donacia tomentosa (Ahrens, 1810)
- Радужница изменчивая (Donacia versicolorea (Brahm, 1790))
- Радужница обыкновенная (Donacia vulgaris Zschach, 1788)